# East Ham (circonscription britannique)
Circonscription parlementaire de la Chambre des communes
La circonscription d'East Ham est une circonscription électorale anglaise située dans le Grand Londres, et représentée à la Chambre des communes du Parlement britannique depuis 1997 par Stephen Timms du Parti travailliste.

## Géographie
La circonscription comprend :
- La partie est du borough londonien de Newham

## Députés
| Législature                                         | Années       | Député | Député        | Parti        |
| --------------------------------------------------- | ------------ | ------ | ------------- | ------------ |
| East Ham issue de Newham North East et Newham South |              |        |               |              |
| 52e                                                 | 1997–2001    |        | Stephen Timms | Travailliste |
| 53e                                                 | 2001–2005    |        | Stephen Timms | Travailliste |
| 54e                                                 | 2005–2010    |        | Stephen Timms | Travailliste |
| 55e                                                 | 2010–2015    |        | Stephen Timms | Travailliste |
| 56e                                                 | 2015–2017    |        | Stephen Timms | Travailliste |
| 57e                                                 | 2017-2019    |        | Stephen Timms | Travailliste |
| 58e                                                 | 2019-Présent |        | Stephen Timms | Travailliste |

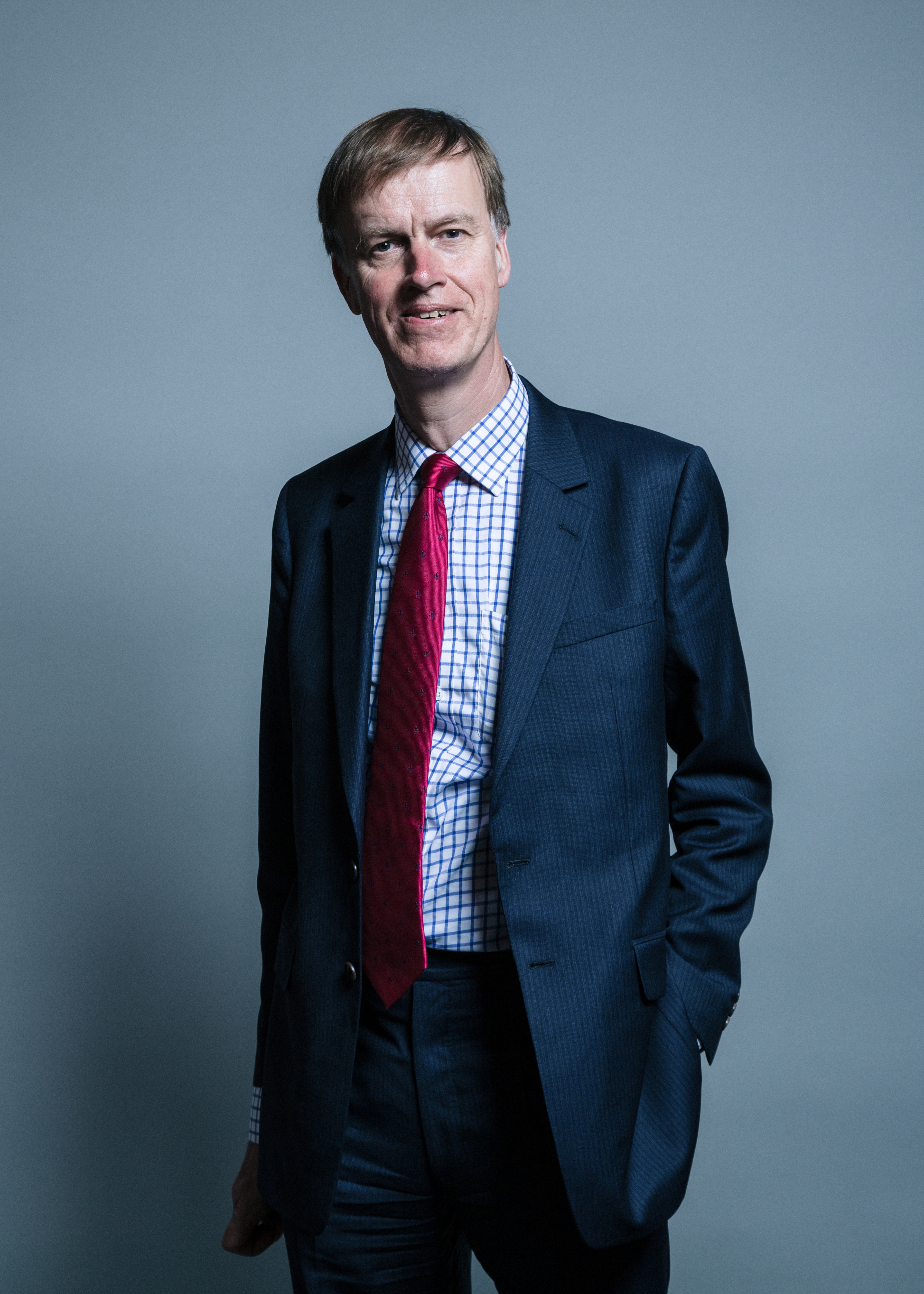
Stephen Timms (depuis 1997)